# Gnophomyia perdebilis
Gnophomyia perdebilis is een tweevleugelige uit de familie steltmuggen (Limoniidae). De soort komt voor in het Neotropisch gebied.